# Cordylosomides valparainus
Cordylosomides valparainus är en tvåvingeart som först beskrevs av Oswald Duda 1936.  Cordylosomides valparainus ingår i släktet Cordylosomides och familjen fritflugor. Inga underarter finns listade i Catalogue of Life.